# 구사이 버이서
구사이 버이서(만주어: ᡤᡡᠰᠠᡳ
ᠪᡝᡳ᠌ᠰᡝ gūsai beise, 몽골어: Хошууны бэйс, 한국 한자: 固山貝子 고산패자)는 청나라의 종실 작위이다. 줄여서 버이서(만주어: ᠪᡝᡳ᠌ᠰᡝ beise, 한국 한자: 貝子 패자)라 한다.
"구사"란 기라는 뜻으로, 팔기군의 "자쿤 구사"와 같다. 버이서는 만주어로 버일러의 복수형이다. 즉 구사이 버이서는 기의 제후라는 뜻이다. 청나라가 건국된 뒤 별개의 작위명이 되었다. 숭덕 원년(서기 1636년) 왕공 이하 구등작이 만들어지면서 구사이 버이서는 제4등 작위에 매겨졌다. 위로는 제3등인 도로이 버일러가 있고, 아래로는 제5등인 봉은진국공이 있다.